# Slovenski evrokovanci
Slovenski evrokovanci, tudi slovenski evrski kovanci, so kovanci za evro, katerih zadnjo (nacionalno) stran je izbrala in oblikovala Slovenija. V Sloveniji je evro postal uradno plačilno sredstvo 1. januarja 2007. Skovanih je bilo 296,3 milijonov kovancev v skupni vrednosti 103.909.000 evrov. Slovenske banke so 15. decembra dale v prodajo začetne komplete kovancev, hkrati pa tudi numizmatični komplet. Avtor podobe nacionalne strani slovenskih evrokovancev je Miljenko Licul s sodelavcema Majo Licul in Janezom Boljko.

## Podoba slovenskih evrokovancev
| Slovenski evrokovanci – zadnja stran                                                          | Slovenski evrokovanci – zadnja stran                              | Slovenski evrokovanci – zadnja stran                                                                                             |
| 0,01 €                                                                                        | 0,02 €                                                            | 0,05 € |
| --------------------------------------------------------------------------------------------- | ----------------------------------------------------------------- | --- |
|                                                                                               |                                                                   | |
| Štorklja – motiv, ki je bil uporabljen že na kovancu za 20 SIT                                | Knežji kamen                                                      | Groharjev Sejalec seje zvezde |
| 0,1 €                                                                                         | 0,2 €                                                             | 0,5 € |
|                                                                                               |                                                                   | |
| Katedrala svobode, Plečnikova maketa neuresničene zgradbe Državnega zbora Republike Slovenije | Par lipicancev v igri                                             | Triglav in nad njim ozvezdje Raka – zodiakalno znamenje, v katerem je Slovenija postala samostojna, ter napis Oj Triglav moj dom |
| 1 €                                                                                           | 2 €                                                               | Rob kovanca za 2 € |
|                                                                                               |                                                                   | Drobno narezan, z napisom S L O V E N I J A ·                                                                                    |
| Primož Trubar in napis Stati inu obstati                                                      | France Prešeren in del njegovega rokopisa Zdravljice v bohoričici | |
|                                                                                               |                                                                   | |

## Priložnostni kovanci

### Spominski kovanci
Vsaka članica evroobmočja ima možnost, da dvakrat na leto izda spominski kovanec za 2 € z drugačnim motivom, kot ga ima običajen 2 € kovanec; po slovenskem zakonu lahko država to stori enkrat letno. Ob obeležitvi posebnih dogodkov, ki se tičejo Evropske unije, pa članice evroobmočja izdajo 2 € kovance s skupnim motivom (npr. leta 2007 ob 50. obletnici podpisa Rimske pogodbe).
Predstavljeni so 2 € kovanci, ki jih je izdala Slovenija:
| Slika | Priložnost                                                       | Količina           | Datum             |
| ----- | ---------------------------------------------------------------- | ------------------ | ----------------- |
|       | (Skupni motiv) 50. obletnica podpisa Rimske pogodbe              | 400.000 kovancev   | 25. marec 2007    |
|       | 500. obletnica rojstva Primoža Trubarja                          | 1.000.000 kovancev | 26. maj 2008      |
|       | (Skupni motiv) 10. obletnica Ekonomske in monetarne unije EU     | 1.000.000 kovancev | 5. januar 2009    |
|       | 200. obletnica ustanovitve Botaničnega vrta Univerze v Ljubljani | 1.000.000 kovancev | 10. maj 2010      |
|       | 100. obletnica rojstva Franca Rozmana - Staneta                  | 1.000.000 kovancev | 21. marec 2011    |
|       | (Skupni motiv) 10. obletnica evra                                | 1.000.000 kovancev | 3. januar 2012    |
|       | 800. obletnica obiskovanja Postojnske jame                       | 1.000.000 kovancev | 4. februar 2013   |
|       | 600. obletnica kronanja Barbare Celjske                          | 1.000.000 kovancev | 17. november 2014 |
|       | 2000. obletnica ustanovitve Emone                                | 1.000.000 kovancev | 9. november 2015  |
|       | (Skupni motiv) 30-letnica zastave Evropske unije                 | 1.000.000 kovancev | 7. december 2015  |
|       | 25. obletnica osamosvojitve Slovenije                            | 1.000.000 kovancev | 20. junij 2016    |
|       | 10. obletnica uvedbe evra v Sloveniji                            | 1.000.000 kovancev | 2. februar 2017   |
|       | svetovni dan čebel                                               | 1.000.000 kovancev | 14. maj 2018      |
|       | 100. obletnica ustanovitve Univerze v Ljubljani                  | 1.000.000 kovancev | 25. november 2019 |
|       | 500. obletnica rojstva Adama Bohoriča                            | 1.000.000 kovancev | 23. december 2020 |
|       | 200. obletnica ustanovitve Deželnega muzeja za Kranjsko          | 1.000.000 kovancev | 25. oktober 2021  |
|       | 150. obletnica rojstva Jožeta Plečnika                           | 1.000.000 kovancev | 2. marec 2022     |
|       | (Skupni motiv) 35-letnica programa Erasmus                       | 1.000.000 kovancev | 1. julij 2022     |
|       | 150. obletnica rojstva Josipa Plemlja                            | 993.250 kovancev   | 19. december 2023 |

### Zbirateljski kovanci
Zbirateljski priložnostni kovanci se izdajajo ob največ dveh dogodkih letno, izdelani so iz srebra, zlata ali drugih kovin. Prodajna cena tovrstnih kovancev je običajno višja od njihove nominalne vrednosti, vseeno pa so zakonito plačilno sredstvo, toda le v Sloveniji. Izdani kovanci:
- 2008: 250-letnica rojstva Valentina Vodnika (za 30 in 100 evrov)
- 2008: Predsedovanje Evropski uniji (po 3, 30 in 100 evrov)
- 2009: 100-letnica rojstva slikarja Zorana Mušiča (za 30 in 100 evrov)
- 2009: 100-letnica prvega poleta z motornim letalom na Slovenskem (za 3, 30 in 100 evrov)
- 2010: Svetovno prvenstvo v poletih v Planici (za 30 in 100 evrov)
- 2010: Ljubljana - svetovna prestolnica knjige (za 3, 30 in 100 evrov)

## Nesoglasja
Pri izboru podob nacionalnih strani slovenskih evrokovancev je prišlo tudi do zapletov:
- kovanec za 2 centa: uporaba simbola knežjega kamna (nemško Fürstenstein) je povzročila manjše politične polemike na avstrijskem Koroškem. Kamen, ki je bil del starorimskega stebra in se je uporabljal pri obredih ustoličevanja karantanskih knezov in kasneje vojvod na Gosposvetskem Polju, je bil leta 1862 prestavljen v Celovec, najprej v dvorano grbov, potem za sto let v deželni muzej. Ko se je razvedel načrt o uporabi na slovenskem evrokovancu, je koroška deželna vlada, ki ji je predsedoval Jörg Haider, 25. oktobra 2005 izdala protestno noto, ki pa jo je slovenski zunanji minister Dimitrij Rupel označil kot nevredno resne obravnave.[navedi vir] Knežji kamen je bil postavljen v preddverju koroške deželne vlade v Celovcu kot zgodovinski deželni simbol, a le za 4 mesece. Marca 2006 se je za stalno vrnil v dvorano grbov v deželni hiši.
- kovanec za 1 cent: prvotna zamisel podobe kovanca je bila štorklja, ki se sklanja proti žabi, da bi jo pojedla. Na pritožbo Društva proti mučenju živali je bil motiv spremenjen.[navedi vir]